# 利斯特溫 (奧夫魯奇區)
51°20′8″N 28°20′46″E / 51.33556°N 28.34611°E
利斯特溫（烏克蘭語：Листвин），是烏克蘭北部的村莊，隸屬日托米爾州的科羅斯滕區。該村始建於1874年，面積3平方公里，海拔高度213米，2001年人口1,519。